# Communauté de communes du Périgord vert nontronnais
La communauté de communes du Périgord vert nontronnais (CCPVN) est une ancienne structure intercommunale française située dans le pays Périgord vert, dans le département de la Dordogne, en région Nouvelle-Aquitaine. Active de 2014 à 2016, elle est remplacée au 1er janvier 2017 par la communauté de communes du Périgord Nontronnais.

## Histoire
La création de la communauté de communes du Périgord vert nontronnais a été actée par l'arrêté préfectoral no 2013147-010 du 27 mai 2013, complété par l'arrêté no 2013282-0001 du 9 octobre 2013.
Effective le 1er janvier 2014, elle est issue de la fusion de la communauté de communes du Périgord Nontronnais et de la communauté de communes du Périgord vert. Ce nouvel ensemble comprend dix-sept communes, sur un territoire de 360,16 km2.
Au 1er janvier 2017, la communauté de communes du Périgord vert nontronnais fusionne avec la communauté de communes du Haut-Périgord pour former la nouvelle communauté de communes du Périgord Nontronnais,.

## Administration
| Période                                  | Période       | Identité       | Étiquette | Qualité                                  |
| ---------------------------------------- | ------------- | -------------- | --------- | ---------------------------------------- |
| Les données manquantes sont à compléter. |               |                |           |                                          |
| janvier 2014                             | avril 2014    | Pierre Giry    | UMP       | Maire de Nontron (1995-2014)             |
| avril 2014                               | décembre 2016 | Michel Combeau | PCF       | Maire de Sceau-Saint-Angel (depuis 2001) |

## Composition
Elle regroupait dix-sept communes :
| Nom                                   | Code Insee | Gentilé          | Superficie (km2) | Population (dernière pop. légale) | Densité (hab./km2) |
| ------------------------------------- | ---------- | ---------------- | ---------------- | --------------------------------- | ------------------ |
| Nontron (siège)                       | 24311      | Nontronnais      | 24,67            | 3 151 (2014)                      | 128                |
| Abjat-sur-Bandiat                     | 24001      | Abjacois         | 27,62            | 642 (2014)                        | 23                 |
| Le Bourdeix                           | 24056      | Bourdeisiens     | 11,69            | 238 (2014)                        | 20                 |
| Champs-Romain                         | 24101      |                  | 20,33            | 309 (2014)                        | 15                 |
| Connezac                              | 24131      | Connezacois      | 5,78             | 80 (2014)                         | 14                 |
| Hautefaye                             | 24209      |                  | 12,47            | 127 (2014)                        | 10                 |
| Javerlhac-et-la-Chapelle-Saint-Robert | 24214      | Javerlhacois     | 29,25            | 860 (2014)                        | 29                 |
| Lussas-et-Nontronneau                 | 24248      | Lutronnais       | 22,35            | 313 (2014)                        | 14                 |
| Milhac-de-Nontron                     | 24271      | Milhacois        | 34,75            | 529 (2014)                        | 15                 |
| Saint-Front-la-Rivière                | 24410      | Saint-Frontais   | 17,89            | 514 (2014)                        | 29                 |
| Saint-Front-sur-Nizonne               | 24411      | Saint-Frontois   | 13,05            | 156 (2014)                        | 12                 |
| Saint-Martial-de-Valette              | 24451      | Saint-Martialais | 15,71            | 811 (2014)                        | 52                 |
| Saint-Martin-le-Pin                   | 24458      | Saint-Martins    | 15,54            | 287 (2014)                        | 18                 |
| Saint-Pardoux-la-Rivière              | 24479      | Spardociens      | 23,84            | 1 204 (2014)                      | 51                 |
| Saint-Saud-Lacoussière                | 24498      | Saint-Saudois    | 58,04            | 852 (2014)                        | 15                 |
| Savignac-de-Nontron                   | 24525      | Savignacois      | 9,69             | 189 (2014)                        | 20                 |
| Sceau-Saint-Angel                     | 24528      | Scellois         | 17,49            | 124 (2014)                        | 7,1                |

## Démographie
La population municipale de la communauté de communes s'élève à 10 386 habitants au recensement de 2014.

## Représentation
À partir du renouvellement des conseils municipaux de mars 2014, le nombre de délégués siégeant au conseil communautaire était le suivant : neuf communes disposaient d'un siège. Les autres, plus peuplées, en avaient plus (deux pour Abjat-sur-Bandiat, Milhac-de-Nontron et Saint-Front-la-Rivière, trois pour Javerlhac-et-la-Chapelle-Saint-Robert, Saint-Martial-de-Valette et Saint-Saud-Lacoussière, quatre pour Saint-Pardoux-la-Rivière et huit pour Nontron), ce qui fasaiit un total de trente-six conseillers communautaires.

## Compétences
- Affaires sociales,
- Aménagement de l'espace,
- Construction,
- Création,
- Développement économique,
- Environnement,
- Équipements sportifs et culturels
- Logement,
- Tourisme,
- Voirie [6].